# Sully-sur-Loire
Sully-sur-Loire [syli syʁ lwaʁ] ist eine französische Stadt mit 5142 Einwohnern (Stand 1. Januar 2022) im Département Loiret in der Region Centre-Val de Loire.

## Geografie
Die Gemeinde liegt am linken Ufer der Loire, deren Bett hier besonders breit und flach ist. Deswegen bestand hier schon im frühen Mittelalter eine Furt, seit dem 10. Jahrhundert eine Brücke als Übergang über den Fluss. Die Brücke ist in den folgenden Jahrhunderten mehrfach zerstört und wieder errichtet worden. Bekannt ist Sully-sur-Loire vor allem durch sein Schloss. Der Ort dient häufig als Ausgangspunkt für Touren zu den Schlössern der Loire.

## Bevölkerungsentwicklung
| Jahr                       | 1962 | 1968 | 1975 | 1982 | 1990 | 1999 | 2010 | 2018 |
| Einwohner                  | 3800 | 4278 | 5049 | 5825 | 5806 | 5907 | 5443 | 5286 |
| Quellen: Cassini und INSEE |      |      |      |      |      |      |      |      |

## Sehenswürdigkeiten
- Kirche Saint-Germain, Monument historique
- Kirche Saint-Ythier, Monument historique
- Schloss Sully-sur-Loire, Monument historique
- Herrenhaus La Huardière, Monument historique

### Schloss
Das Schloss von Sully liegt direkt am Ufer der Loire – früher lag es fast mitten im Fluss. Daher ist der Schlossgraben besonders breit und hinter dem Schloss zu einem Teich erweitert. Die Anlage wurde zwischen dem 14. und 17. Jahrhundert errichtet bzw. umgebaut. Der älteste Teil der Anlage ist der zur Loire hin gelegene hohe Donjon, der von dicken Rundtürmen an den Ecken eingefasst wird. Im größten Raum des Schlosses, dem Ehrensaal im ersten Geschoss des Donjons, ließ Voltaire seine Tragödie „Artémise“ aufführen, als er, aus Paris verbannt, in Sully Zuflucht gefunden hatte.
Besonders sehenswert ist der Dachstuhl des Donjons, der als einer der handwerklich kunstvollsten und schönsten, die aus dem Mittelalter erhalten sind, gilt.
Mit der Umwandlung der Burg ab 1602 von einer Verteidigungsanlage zu einem repräsentativen Schloss unter Maximilien de Béthune, duc de Sully ging der wachsende italienische Einfluss einher, der das gotische Formgefühl allmählich ablöste.
Das Schloss ist seit 1962 Eigentum des Départements Loiret und wird als Museum genutzt.

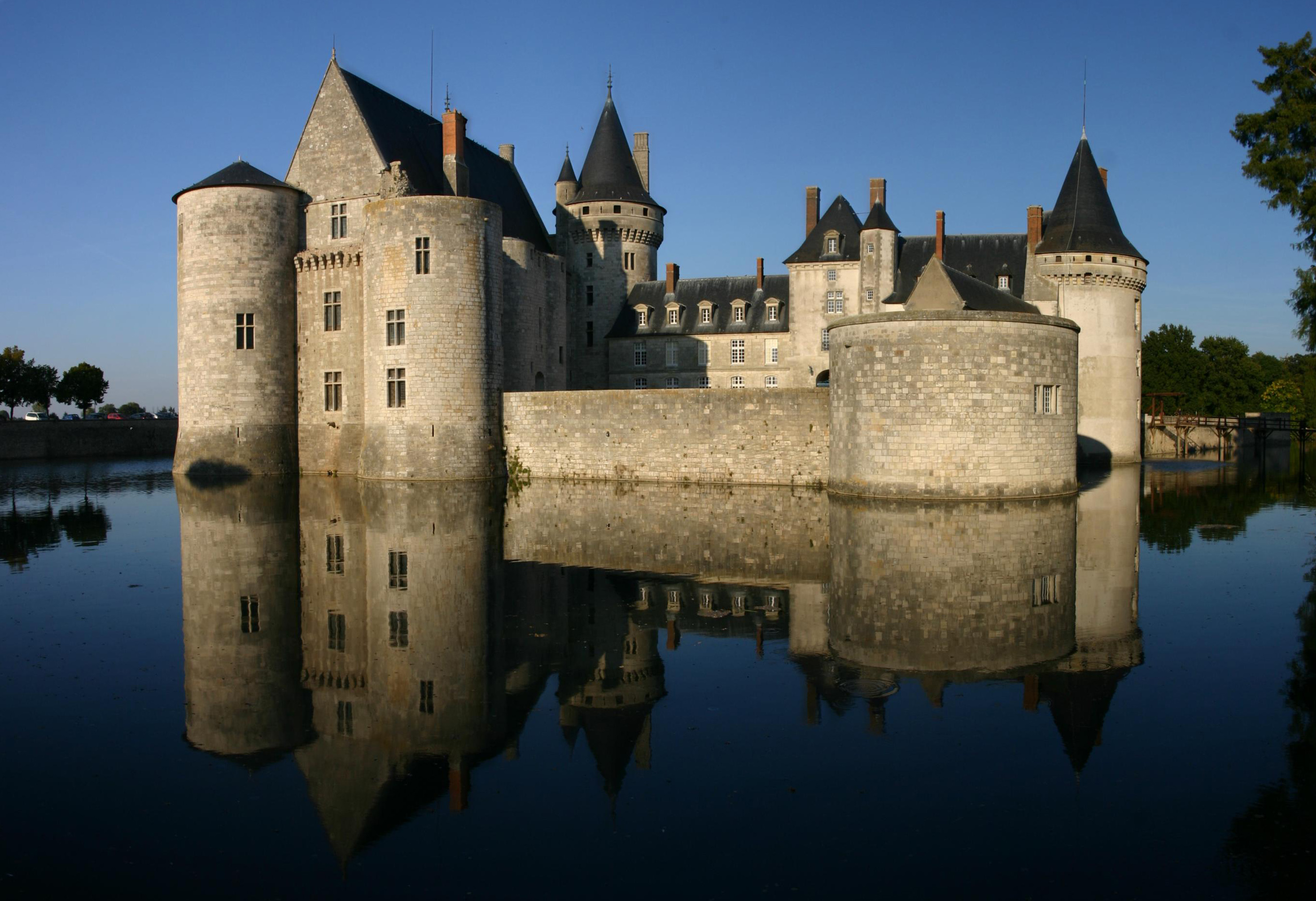
Schloss Sully-sur-Loire
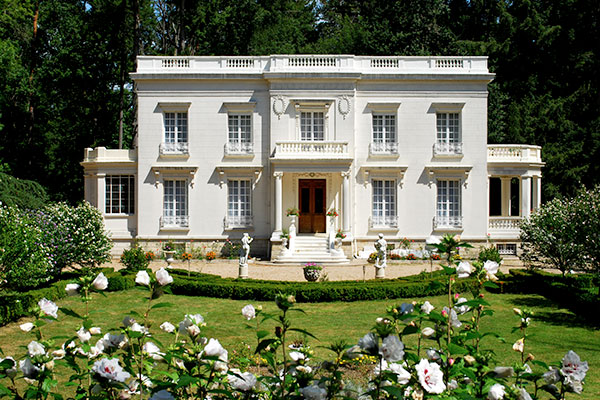
Herrenhaus La Huardière
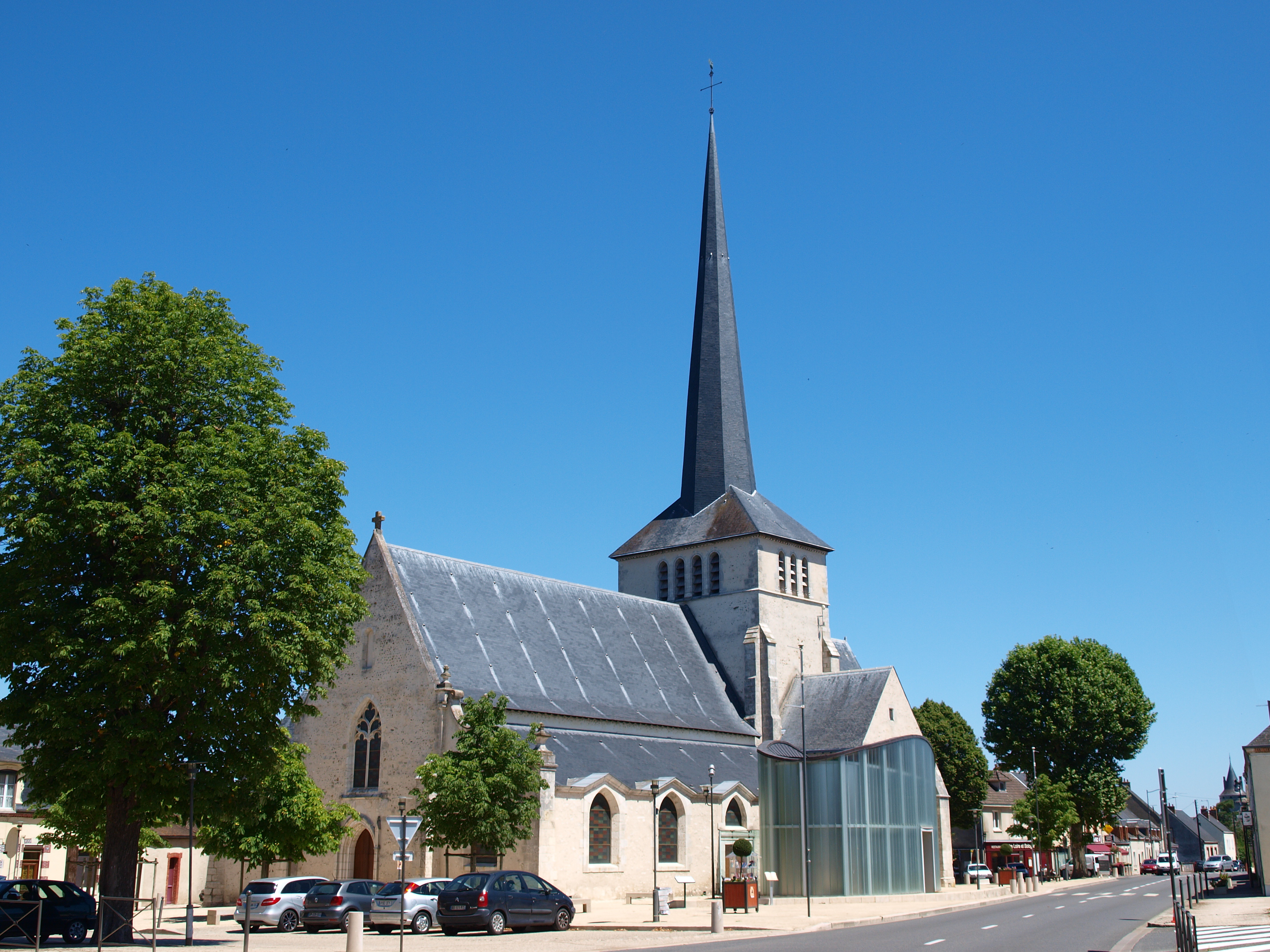
Kirche Saint-Germain
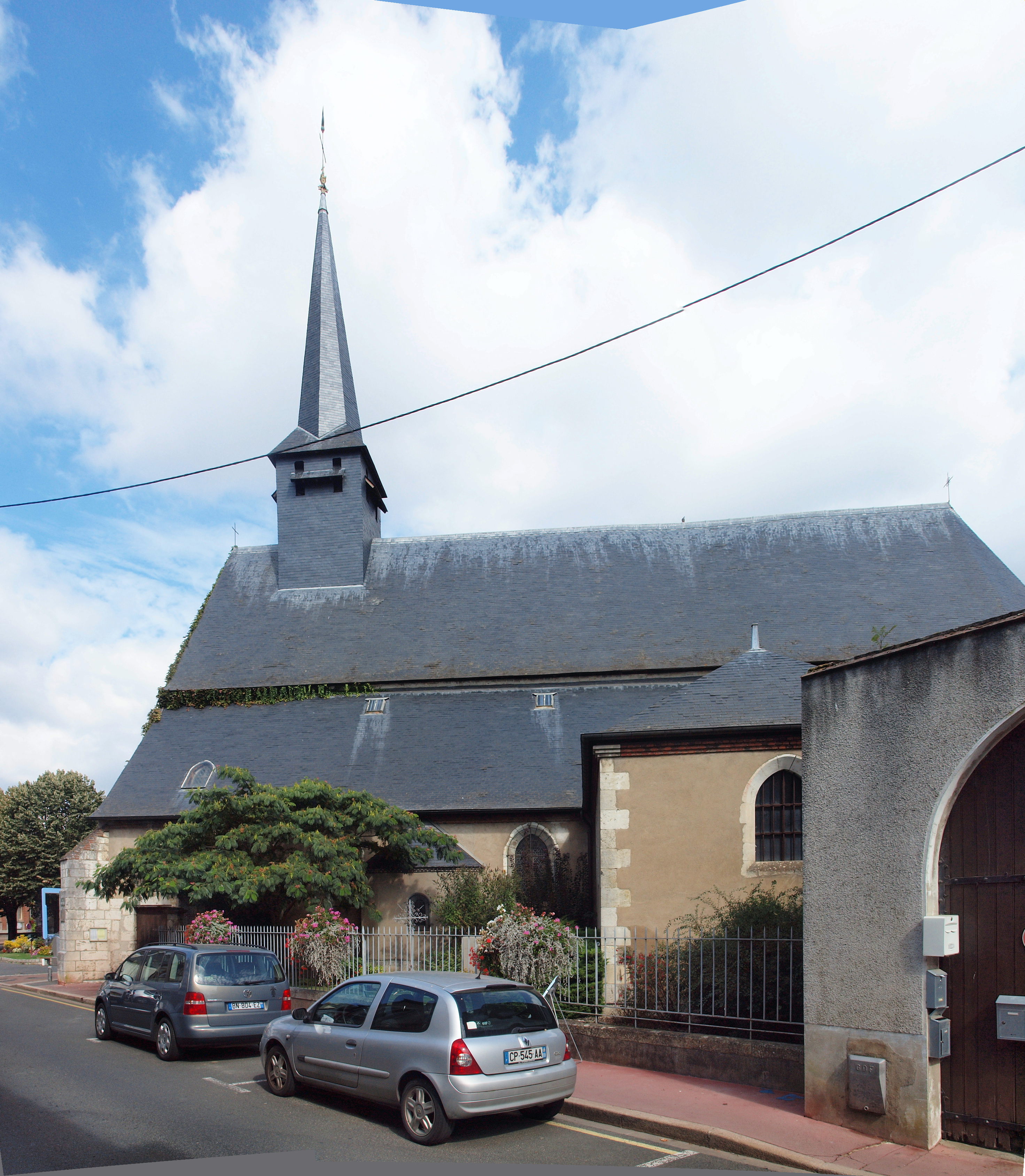
Kirche Saint-Ythier
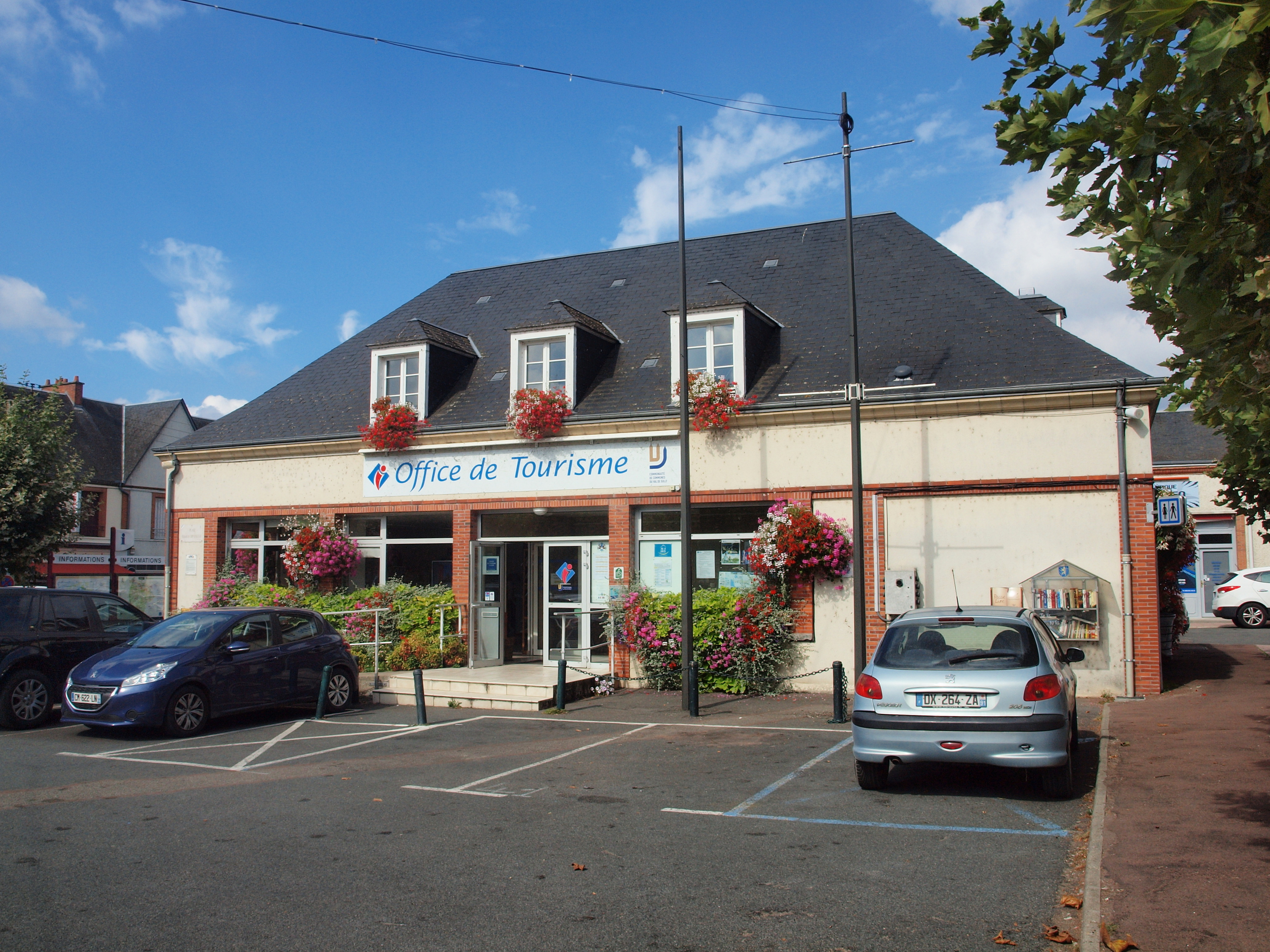
Tourismusbüro

## Persönlichkeiten
- Patrice Loko (* 1970), französischer Fußballnationalspieler